# Horlești (okręg Jassy)
Horlești – wieś w Rumunii, w okręgu Jassy, w gminie Horlești. W 2011 roku liczyła 1922 mieszkańców.